# Parque nacional de Sagarmatha
El Parque nacional de Sagarmatha se encuentra al este de Nepal, en el distrito de Solu-Khumbu y la zona de Sagarmatha. Contiene parte del Himalaya y la mitad sur del monte Everest. 
El parque fue creado el 19 de julio de 1976 y en 1979 fue inscrito por la Unesco como Patrimonio de la Humanidad en Asia. Sagarmatha significa en sánscrito "madre del universo" y es el nombre nepalí moderno para el monte Everest.
El parque tiene una superficie de 1148 km² y su altitud varía desde el punto más bajo a 2845 metros de altitud en Jorsalle hasta los 8848 metros del monte Everest. El 69 % del parque es tierra estéril por encima de los 5000 metros de altitud mientras el 28 % son tierras de pasto y el 3% restante es bosque. El parque contiene la cuenca alta del río Dudh Kosi, que desemboca en el Ganges.
El centro para visitantes del parque se encuentra en la alto de la ciudad de Namche Bazaar donde se encuentra, también una compañía del Ejército Nepalí que protege el parque. La entrada del parque se encuentra a unos cientos de metros al norte de Mondzo 2835 metros de altura, a un día de camino desde Lukla.